# Церква Святих Петра і Павла (Заводівка)
Церква Святих Петра і Павла — зруйнована церква, рештки якої знаходяться у с. Заводівка, Березівський район, Одеська область. Церква була закладена у 1808 році братом господаря маєтку Заводівка, фаворита імператриці, Петра Завадовського, графом Іллею Завадовським. Характерною рисою будівлі є нетиповий для православних церков мавританський стиль, який і тепер добре проглядається на вікнах будівлі.

## Галерея

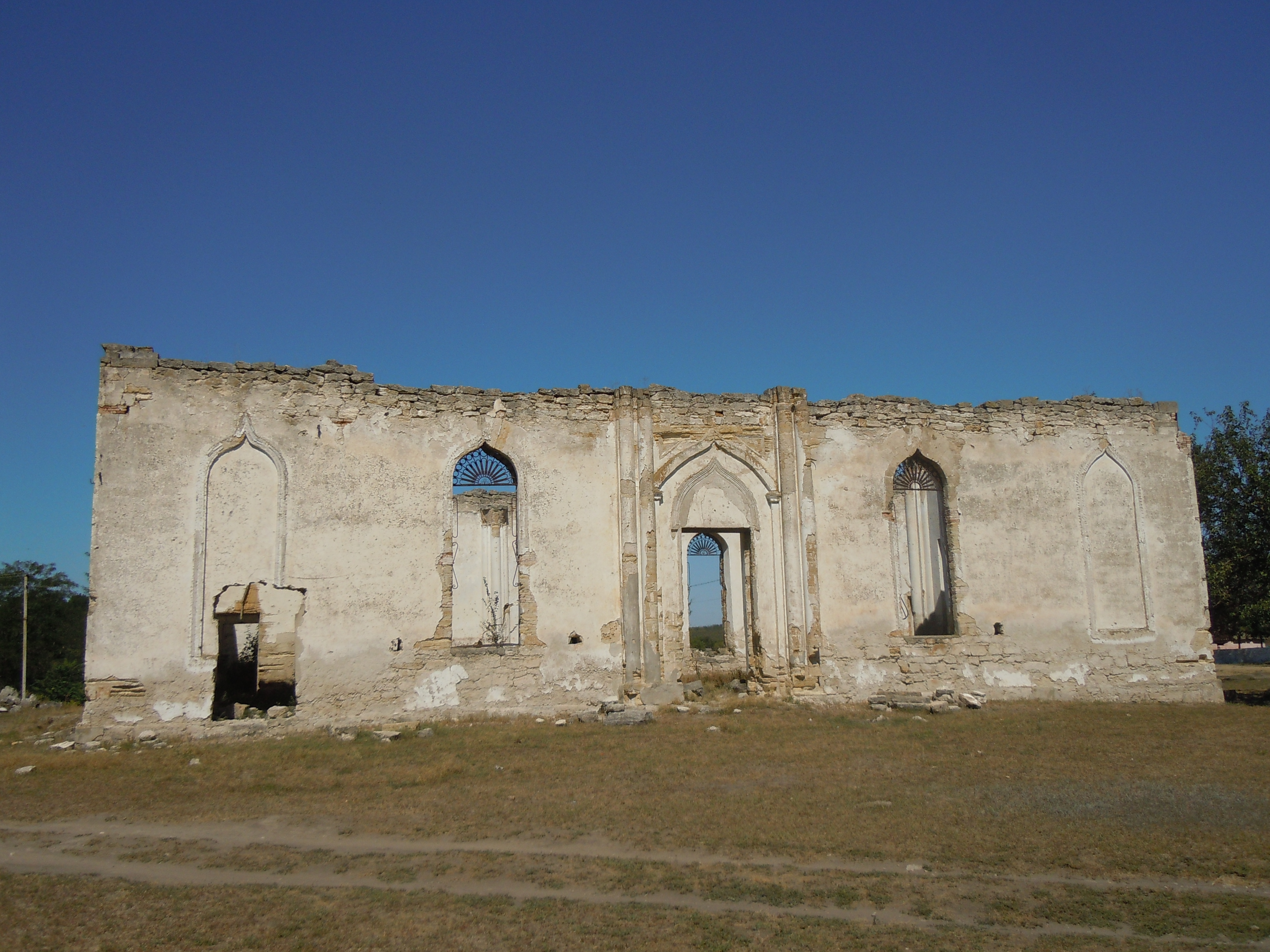
Загальний вигляд руїн
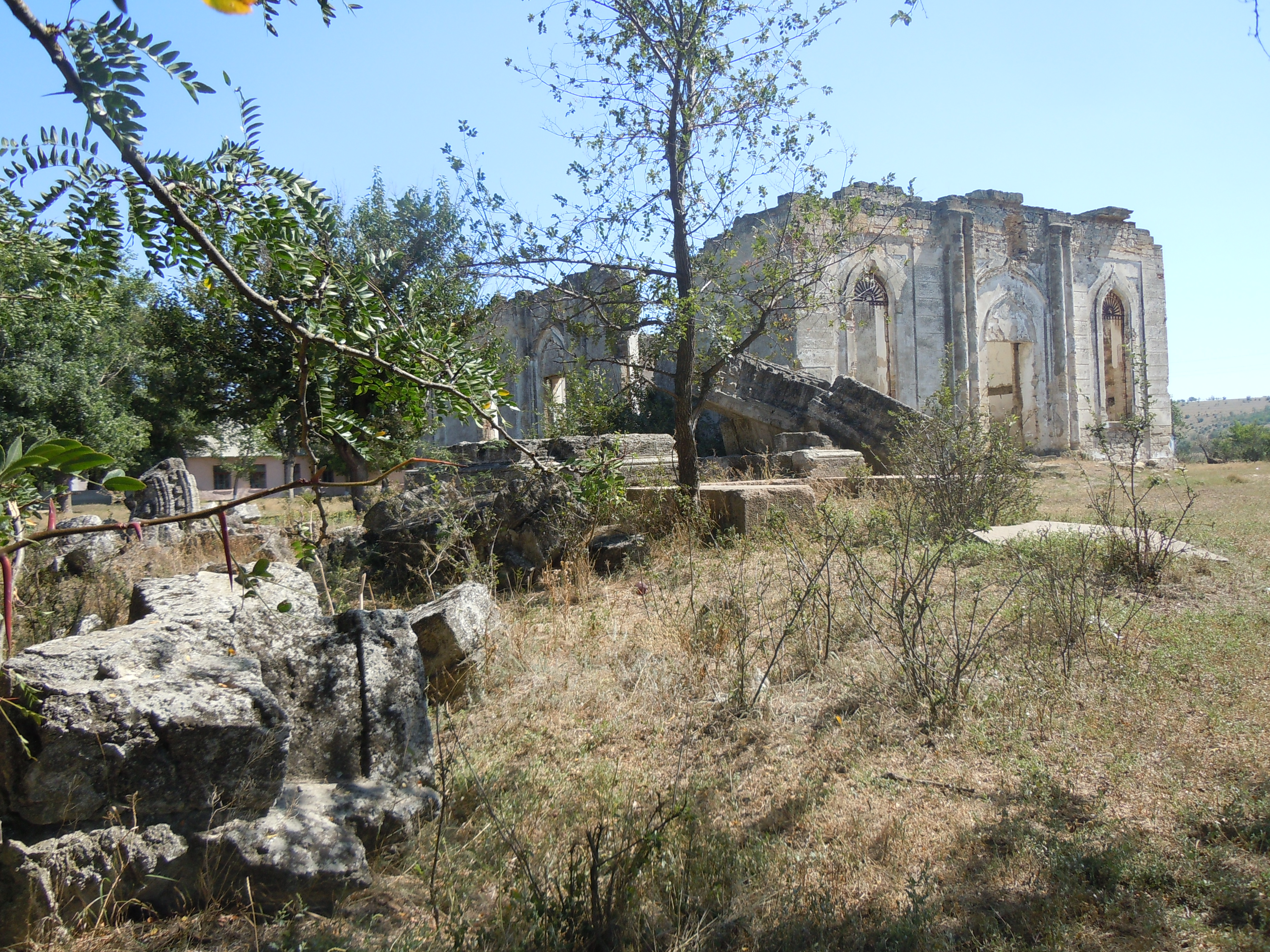
Вигляд на церкву і руїни гробівця Раухів
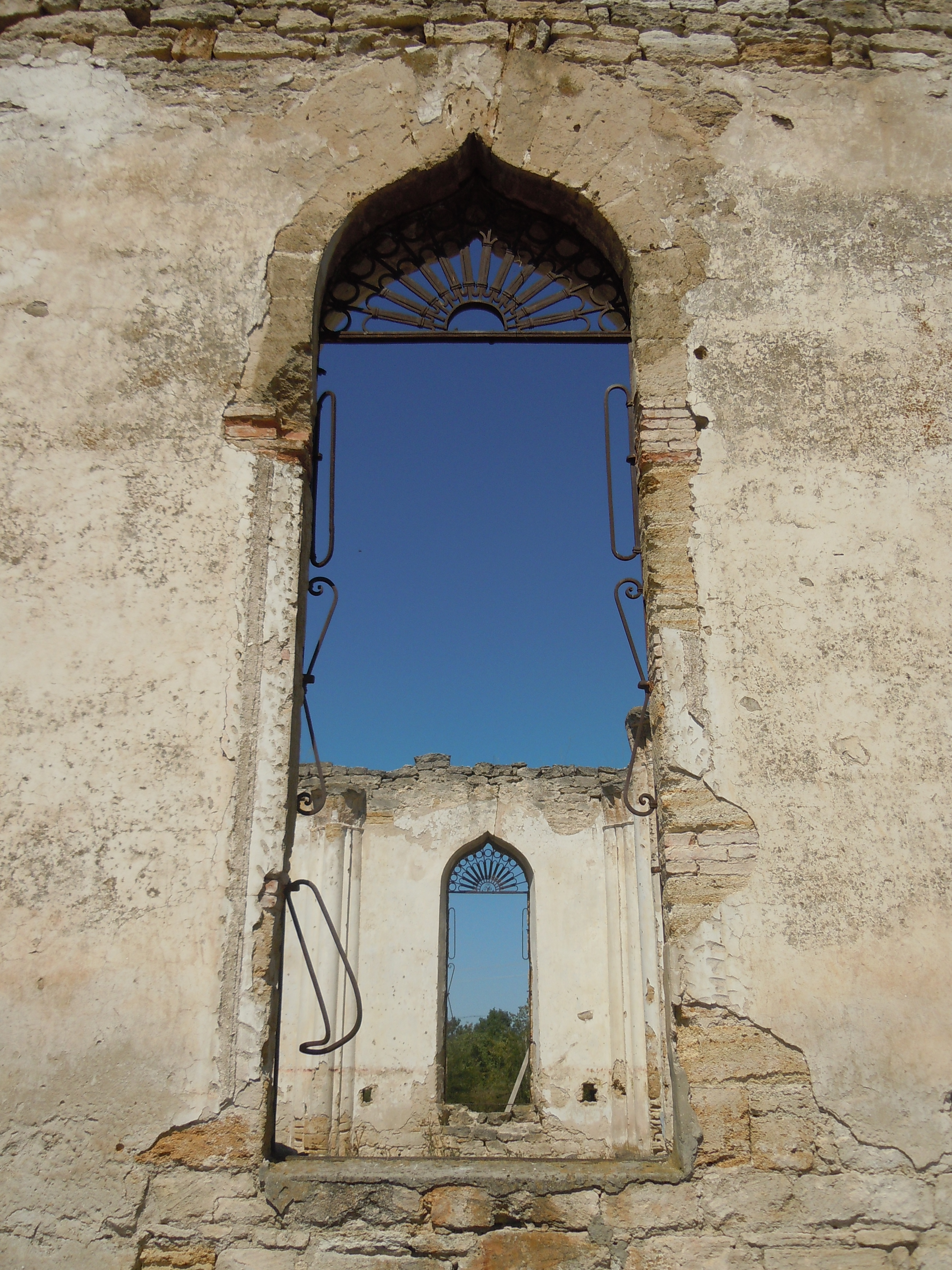
Вікна у мавританському стилі
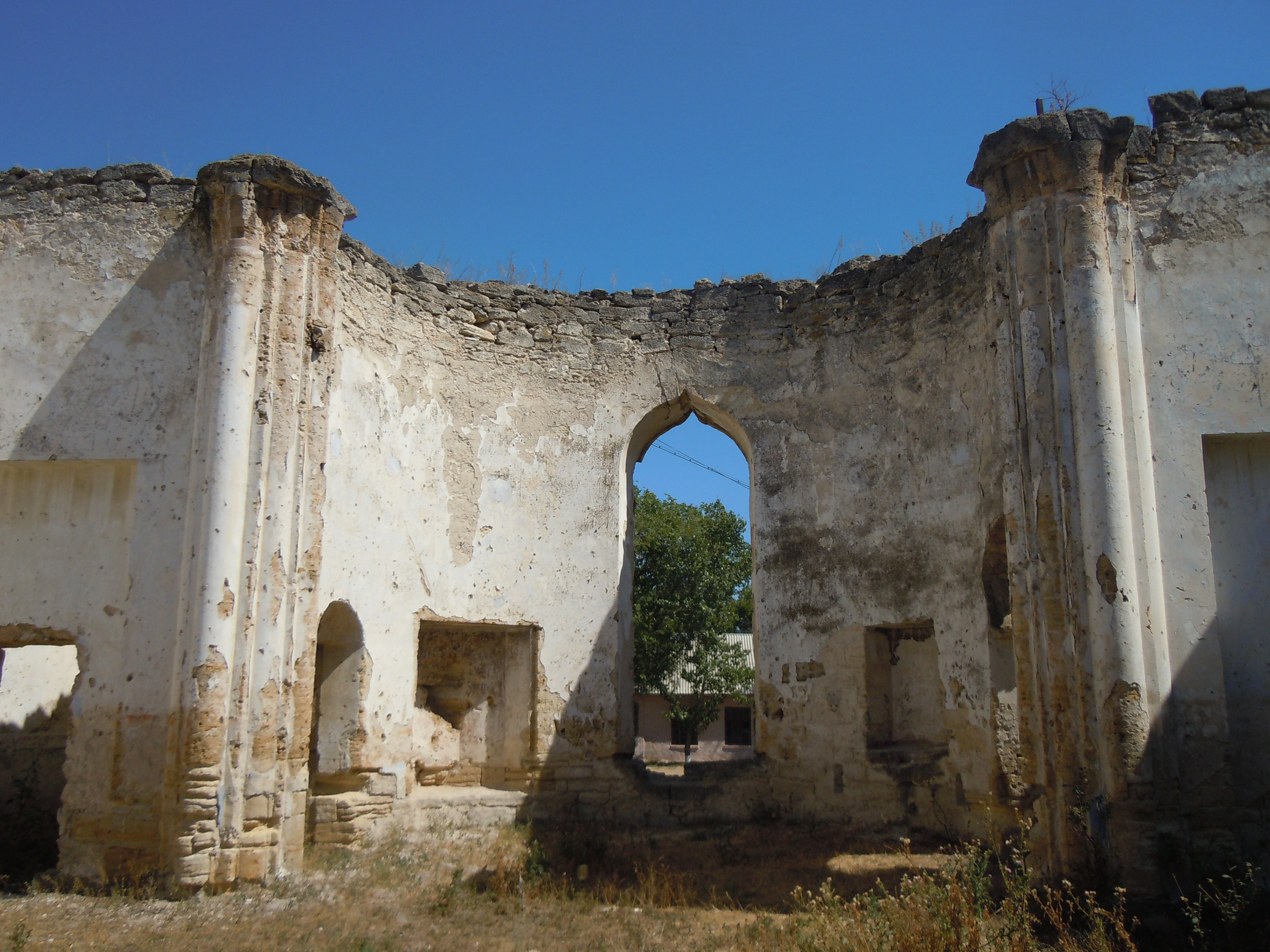
Руїни церкви з середини